# Devin Drobka
Devin Drobka (* um 1980) ist ein US-amerikanischer Jazzmusiker (Schlagzeug).

## Leben und Wirken
Devin Drobka, der aus Milwaukee stammt, studierte am Berklee College of Music, wo er 2009 den Bachelor in Jazz Perkussion erwarb, und spielte ab den späten 2000er-Jahren in den Formationen Hanging Hearts (Into a Myth) (2017, mit Chris Weller, Cole DeGenova), Superluminal und im Lesser Lakes Trio (mit John Christensen, Jamie Breiwick). Drei Jahre gehörte er dem  Quartett von Jerry Bergonzi an. Des Weiteren spielte er mit Ben Powell, Kyle Nasser (Restive Soul, 2015), Kenji Herbert (The Way The Light Falls) und Johannes Wallmann (Love Wins, Fresh Sound New Talent, 2017). Unter eigenem Namen legte er mit seiner Band Drobka’s Bell Dance Songs das Album Amaranth (Shifting Paradigm Records, 2018) vor. 2021 folgte das Trioalbum Resorts, das Drobka mit Matt Blair (Piano) und Aaron Darrell (Kontrabass) eingespielt hatte.  Zu hören ist er u. a. auch auf  Johannes Wallmanns Album Precarious Towers (2022).